# Бланкфор (Жер)
Бланкфо́р (фр. Blanquefort) — коммуна во Франции, находится в регионе Юг — Пиренеи. Департамент — Жер. Входит в состав кантона Жимонт. Округ коммуны — Ош.
Код INSEE коммуны — 32056.

## География
Коммуна расположена приблизительно в 590 км к югу от Парижа, в 55 км западнее Тулузы, в 19 км к востоку от Оша.
По территории коммуны протекает река Арратс.

## Климат
Климат умеренно-океанический. Лето жаркое и немного дождливое, температура часто превышает 35 °С. Зимой часто бывает отрицательная температура и ночные заморозки. Годовое количество осадков — 700—900 мм.

## Население
Население коммуны на 2010 год составляло 54 человека.
| 1962 | 1968 | 1975 | 1982 | 1990 | 1999 | 2010 |
| ---- | ---- | ---- | ---- | ---- | ---- | ---- |
| 95   | 106  | 82   | 57   | 44   | 44   | 54   |

## Администрация
| Период | Период | Фамилия                   | Партия       | Примечания |
| ------ | ------ | ------------------------- | ------------ | ---------- |
| 1945   | 1959   | маркиз Франсуа де Скоррай | беспартийный |            |
| 1959   | 2001   | Бегон де Скоррай          | беспартийный |            |
| 2001   | 2020   | Ален де Скоррай           | беспартийный |            |

## Экономика
В 2010 году среди 30 человек трудоспособного возраста (15-64 лет) 24 были экономически активными, 6 — неактивными (показатель активности — 80,0 %, в 1999 году было 85,2 %). Из 24 активных жителей работали 22 человека (12 мужчин и 10 женщин), безработных было 2 (1 мужчина и 1 женщина). Среди 6 неактивных 5 человек были учениками или студентами, 0 — пенсионерами, 1 был неактивным по другим причинам.

## Фотогалерея

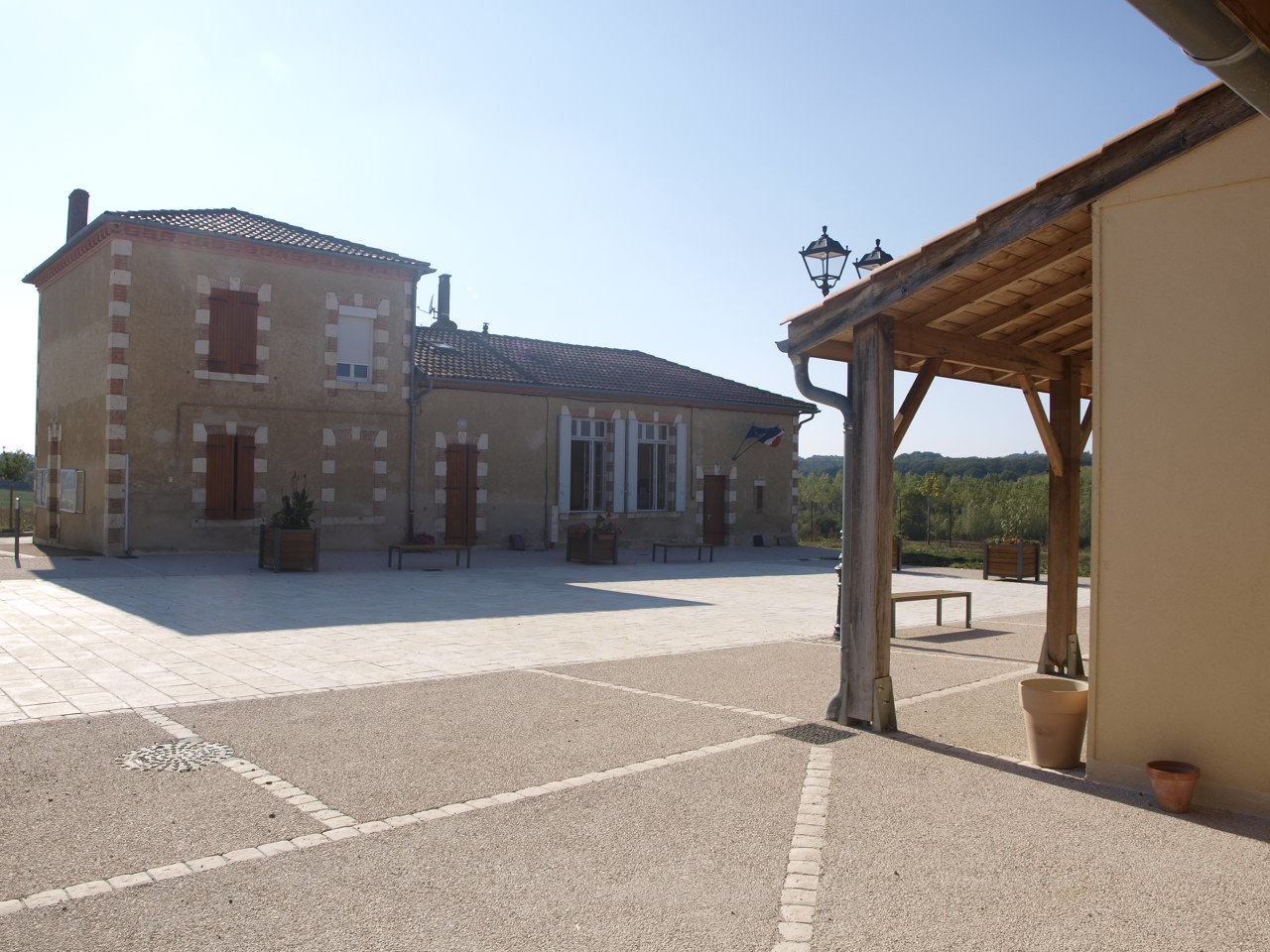
Мэрия
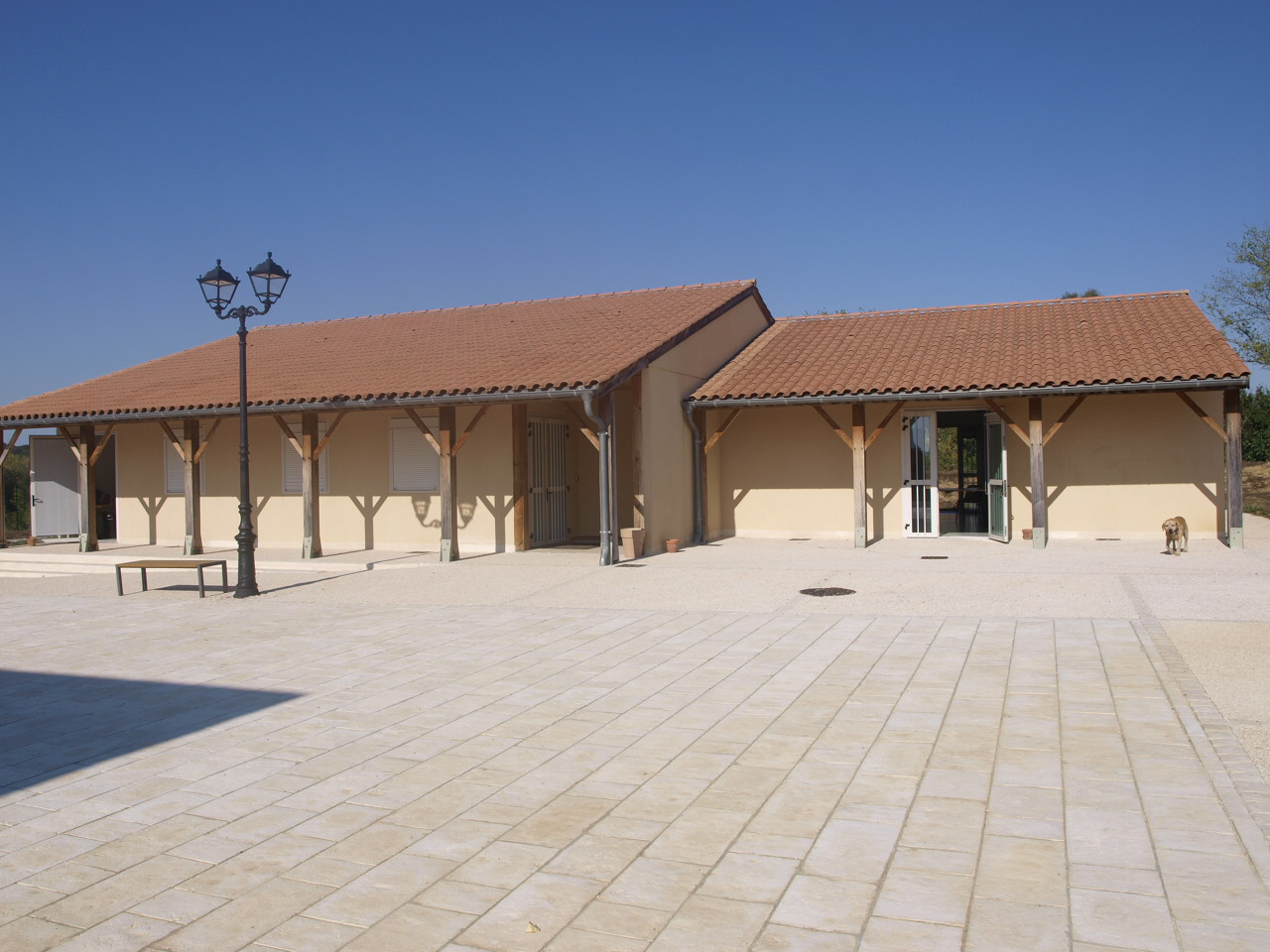
Местный клуб
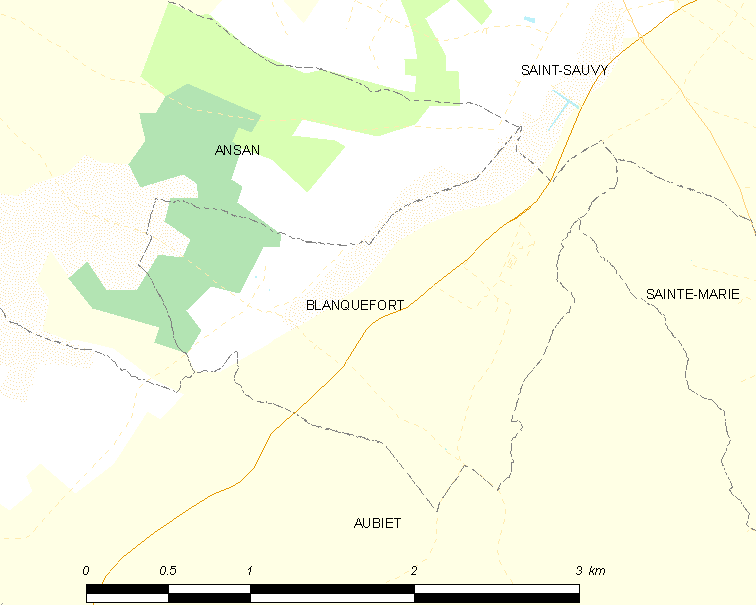
Карта коммуны